# Volo Ethiopian Airlines 702
Il volo Ethiopian Airlines 702 era un collegamento di linea da Addis Abeba a Milano con scalo a Roma operato il 17 febbraio 2014. L'aereo, un Boeing 767-300ER della Ethiopian Airlines, venne dirottato dal copilota Hailemedhin Abera Tegegn, sulla rotta da Addis Abeba a Roma, e atterrò a Ginevra. Tutti i 202 passeggeri e membri dell'equipaggio rimasero illesi. Hailemedhin venne arrestato dalle autorità svizzere e condannato in contumacia da un tribunale etiope.

## L'incidente
Il volo 702 partì dall'aeroporto di Addis Abeba-Bole ad Addis Abeba, in Etiopia, alle 00:30 EAT (UTC+3) il 17 febbraio 2014. Il transponder del Boeing iniziò ad emettere il codice squawk 7500, il codice internazionale che segnala un dirottamento aereo, mentre sorvolava il Sudan. Quando il pilota uscì dalla cabina di pilotaggio per andare in bagno, il copilota chiuse la porta e continuò a far volare l'aereo verso tutt'altra destinazione.
Il volo doveva arrivare all'aeroporto Leonardo da Vinci–Fiumicino di Roma, Italia, alle 04:40 CET (UTC+1), prima di proseguire per l'aeroporto di Malpensa a Milano. Invece, il Boeing venne pilotato fino a Ginevra, in Svizzera, dove il copilota girò più volte mentre comunicava con il controllo del traffico aereo all'aeroporto Internazionale di Ginevra mentre cercava di negoziare l'asilo politico per sè stesso e l'assicurazione che non sarebbe stato estradato in Etiopia.
Alle 06:02 CET (UTC+1), il volo 702 atterrò all'aeroporto di Ginevra con circa 10 minuti di carburante rimanenti e dopo aver subito lo spegnimento di un motore.
L'uomo uscì dall'aereo tramite una corda, ad uso dei piloti in caso si debba abbandonare l'aereo in situazioni d'emergenza, che aveva lanciato fuori dal finestrino prima di avvicinarsi alla polizia; si arrese dopo essersi identificato come il dirottatore venendo preso in custodia. L'aeroporto venne temporaneamente chiuso durante l'incidente. Nessun passeggero o membro dell'equipaggio rimase ferito.
Il 767 era stato scortato da caccia italiani Eurofighter e da Mirage francesi mentre attraversavano i rispettivi spazi aerei. L'aviazione svizzera non rispose perché l'incidente era avvenuto al di fuori del normale orario d'ufficio, che va dalle 08:00 alle 12:00 e dalle 13:30 alle 17:00 dal lunedì al venerdì; un portavoce dell'aeronautica svizzera dichiarò: "La Svizzera non può intervenire perché le sue basi aeree sono chiuse di notte e nel fine settimana. È una questione di budget e di personale." La Svizzera fa affidamento sui paesi vicini per sorvegliare il proprio spazio aereo al di fuori del normale orario lavorativo; le forze aeree francesi e italiane hanno il permesso di scortare voli sospetti nello spazio aereo svizzero, ma non hanno l'autorità per abbattere un aereo sopra la Svizzera.

## Conseguenze

### Il dirottatore
Il dirottatore del volo 702 era Hailemedhin Abera Tegegn, 31 anni, copilota sul volo 702.
Nel maggio 2014, il governo svizzero rifiutò la richiesta di quello etiope di estradare Hailemedhin in Etiopia. Le autorità svizzere inizialmente dissero che Hailemedhin sarebbe stato processato nel loro Paese. Tuttavia, nel novembre 2015, il pubblico ministero svizzero stabilì che Hailemedhin (detenuto in Svizzera sin dal suo arresto) non sarebbe stato perseguito dopo che un gruppo di esperti "ha deciso all'unanimità che [Hailemedhin] era in uno stato di completa paranoia" durante il dirottamento ed era incapace di pensare razionalmente. Hailemedhin doveva quindi comparire davanti a un tribunale federale svizzero, che avrebbe ordinato al pilota di sottoporsi a un trattamento di salute mentale.
Nel marzo 2015, l'Alta corte etiope di Addis Abeba condannò Hailemedhin in contumacia e lo condannò a 19 anni e sei mesi di carcere.

### Aviazione svizzera
I limiti delle difese aeree della Svizzera sono stati resi evidenti da questo incidente. Sebbene fosse già in atto una proposta per migliorare la copertura dello spazio aereo svizzero, il dirottamento portò all'implementazione di un'organizzazione di pronto intervento 24 ore su 24. Dal 4 gennaio 2016, un paio di F/A-18 Hornet sono stati mantenuti pronti per il QRA di 15 minuti tra le 8:00 e le 18:00 nei giorni feriali. Il tempo di pattugliamento è stato aumentato a partire dal 2 gennaio 2017 alle stesse ore giornaliere. Dal 31 dicembre 2020, le Forze aeree svizzere mantengono una coppia di intercettori pronti in 15 minuti 24 ore al giorno per 365 giorni all'anno.